# Джигме Дорже Пальбар Биста
Джигме Дорже Пальбар Биста (тиб. འཇིག་མེད་རྡོ་རྗེ་དཔལ་འབར།; непальск. जिग्मे दोर्जे पलवर विष्ट; 1930, Ло-Мантанг, Мустанг, Королевство Мустанг — 16 декабря 2016, Катманду, Непал) — последний монарх (гьелпо) Королевства Мустанг, правивший с 1964 по 2008 год, до упразднения монархии.

## Биография
Джигме Дорже Пальбар Биста родился во дворце Ло-Мантанг Королевства Мустанг (ныне район Верхний Мустанг, Непал). Был третьим сыном гьелпо Его Святейшества Шри Шри Шри Раджи Ангуна Тенцинга Трандула и его жены Келсанг Чоеден.
Получил частное образование в Шигадзе, Тибет. После окончания учёбы в 1950 году женился на Сахибе Сидол Пальбар Бисте, представительнице тибетской королевской семьи. В 1959 году был признан гьял-чунгом (наследным принцем).
Его отец, Ангун Тенцинг, был гьелпо с 1935 по 1955 год, но отрёкся в пользу старшего сына — Ангду Ньингпо. Однако, когда тот умер спустя три года после назначения, в 1958, Ангун вновь стал гьелпо, пока не умер в 1964 году и не передал трон Джигме Дорже.
Биста проявлял активное участие в поддержке партизанской кампании, финансируемой ЦРУ, с целью изгнания китайских войск из Тибета после неудачного восстания 1959 года.
В 2008 году Непал, сам упразднивший накануне монархию, потребовал упразднения монархии в Мустанге и включения его в свой состав. Джигме принял просьбу правительства. Все княжеские и монархические титулы в стране были отменены. Тем самым был юридически прекращён институт, просуществовавший более 550 лет.
Джигме сохранил уважение среди жителей Мустанга как культурный и духовный авторитет. Хотя его официальный титул был упразднён, местные жители продолжали обращаться к нему как к «Ло-гьялпо» («королю Мустанга»), особенно в религиозных и ритуальных контекстах.
Умер 16 декабря 2016 года.

## Личная жизнь
Старший брат Ангду Ньингпо умер в молодом возрасте в 1958 году, находясь на троне; средний брат Нгак-дванг Джигс-мед Тхуб-стан Ргя-мтш стал монахом в Долпе.
Биологический сын умер в возрасте восьми лет. Когда умерла жена Джигме Дорже, Сахибе Сидол, он решил усыновить сына своего старшего брата, чтобы не прерывать династийный род.